# Tamponový tisk
Tamponový tisk (nebo tampotisk) je tiskový proces, který může přenést 2-D obraz na 3-D objekt. To se děje pomocí nepřímého hlubotiskového procesu, kdy se obraz převádí z tiskové desky (klišé) přes silikonový nosič, tzv. tampon, na substrát (plocha pro potisk). Tampotisk se používá pro tisk na produkty v řadě průmyslových odvětví - automobilový průmysl, propagační výrobky, oblečení, elektronika, elektrické spotřebiče, zdravotnictví, sportovní potřeby a hračky. Rovněž může být použit k potisku funkčními materiály, jako jsou vodivé barvy, lepidla, barvy a maziva.
Díky tvarové přizpůsobivosti tamponu je možné přenést obrázek z roviny klišé na povrch prakticky jakéhokoliv tvaru (tj. plochý, válcový, kulový, textura, konkávní povrch, vypouklý povrch, složité úhly).

## Historie
Tampotisk vznikl původně jako metoda pro potisk ciferníků náramkových hodinek. V druhé polovině šedesátých let zažila tato stará tisková metoda, která byla do té doby rozšířená primárně pouze v hodinářském průmyslu, neočekávaný rozvoj. Tamponový tisk se najednou začal jevit jako ideální metoda potisku pro velké množství aplikací a po objevení silikonových tamponů a tampotiskových strojů nové konstrukce tento druh tisku zažil skutečný rozkvět. Počet výrobců tampotiskových strojů se pak zněkolikanásobil, aby se uspokojila poptávka po jednoduchém a levném potisku. Tampotisk umožnil nové možnosti designu konstruktérům a návrhářům a výsledkem bylo, že výrobky se staly atraktivnější a funkčnější.
V současnosti tampotisk dosáhl technicky velmi pokročilé úrovně a má široký rozsah použití.

## Princip

### Cykly tampónového tisku (uzavřený systém)
- 1. Z domovské pozice se barevník (obrácený šálek, se stíracím kroužkem, obsahující barvu) přesune po klišé na vyleptaný obrazec a vyplní jej barvou.
- 2. Barevník se přesouvá pryč z místa s vyleptaným obrazcem, přičemž stírací kroužek stírá přebytečnou barvu a barva zůstává pouze ve vyleptaném obrazci. Svrchní vrstva barvy se stává lepivou jakmile je vystavena vzduchu a tak se snadno přichytí na nosný tampon a později na substrát potiskovaného výrobku.
- 3. Tampon sjede dolů až se dotkne klišé, vlastní deformací (odvalením) vytlačí vzduch a převezme svrchní lepivou vrstvu barvy ve tvaru požadovaného obrazce z klišé.
- 4. Jakmile se tampon zvedne, zůstává na něm tento film stále přichycený a jen malé množství barvy zůstane na klišé.
- 5. Tampon udělá pohyb vpřed a zároveň s ním i barevník pohybující se po klišé znovu překryje vyleptaný obrazec a vyplní jej barvou pro další cyklus.
- 6. Tampon sjíždí dolu na potiskovaný výrobek a (orazítkováním) na něj předává barvu s požadovaným obrazcem.

Tampón jede dozadu a barevník zároveň dělá bod 2. dalšího cyklu. A tak celý proces pokračuje stále dokola.

### Druhy technologie

#### Systém otevřených barevníků (starší technologie)
Systémy s otevřenými barevníky používají otevřenou nádržku s barvou ve formě korýtka, které se nalézá za klišé.
Zaplavovací těrka nahrne barvu přes klišé a při zpětném pohybu pak stírací nůž setře všechnu přebývající barvu, která se nalézá na klišé mimo vyleptaný obrazec, takže barva v obrazci je připravena pro vyzvednutí tamponem.

#### Systém uzavřených barevníků (novější technologie)
Systém uzavřených barevníků používají barevník, který slouží jako zásobárna barvy a zaplavovací i stírací těrka v jednom. Barevník má zabudované permanentní magnety díky nimž je stále přitahován ke klišé (v případě fotopolymerního klišé pak k ocelovému držáku klišé).
Keramický (případně kovový) prstenec s leštěnou pracovní hranou, který je výměnnou součástí barevníku, těsní barvu proti samovolnému vytečení na klišé.
Výhody oproti otevřenému systému:
Čistota – Na klišé zůstane jen nezbytně nutné množství nutné pro vyplnění leptaného obrazce barvou. Barva se nerozstřikuje po okolí v případě rychlejšího pohybu stroje.
Ekonomičnost – Barva v barevníku nezasychá, je možné ji tam nechat třeba přes noc a pokračovat následující den bez nutnosti vše čistit (uspora času, barvy i čisticích materiálů). Je velmi výhodný zvláště u velkých sérií potisků i různých motivů na různé předměty, ale stejným odstínem barvy.
Nevýhody oproti otevřenému systému:
Nehodí se pro malosériové potisky větší škálou barev.

## Příklady aplikací tampotisku
- Potisk reklamních předmětů: pera, zapalovače, klíčenky, jednorázové nádobí, odznaky, golfové míčky atd.
- Automobilové díly (páčky blinkrů, spínače, ovládací prvky na hlavním panelu, atd.)
- Zdravotnická zařízení (chirurgické nástroje, atd.)
- Implantáty pro voperování do těla (trubice katetru, kontaktní čočky, atd.)
- Dekorativní design hraček - mimo jiné potisk na tzv. „angličácích“
- Písmena, čísla a jiné symboly na počítačových klávesnicích a kalkulačkách.
- Potisk ovládacích prvků televizí a počítačových monitorů
- Identifikační štítky a pořadová čísla pro nespočetné množství aplikací